# Лемменс, Жак Николя
Жак Николя Лемменс (нидерл. и фр. Jacques-Nicolas Lemmens; 3 января 1823, Зурле-Парвейс, близ Вестерло — 30 января 1881, Земст, близ Мехелена) — бельгийский органист и музыкальный педагог.

## Биография
Начал учиться игре на органе у своего отца, местного органиста Жана Батиста Лемменса.
В 1839 году поступил в Брюссельскую консерваторию, где учился у Леопольда Годино и Жана Батиста Мишло (фортепиано), Христиана Фридриха Иоганна Гиршнера (орган) и основателя консерватории Франсуа Жозефа Фети, который в 1846 году, высоко оценив способности своего студента, отправил его для продолжения учёбы в Бреслау к Адольфу Хессе, носителю баховской традиции.
В 1847 году Лемменс стал лауреатом второй Римской премии, учреждённой в Бельгии по аналогии с французской, а в следующем году опубликовал своё первое сочинение для органа, «Десять импровизаций в строгом и напевном стиле» (фр. Dix Improvisations dans le style sévère et chantant).
В 1849 году Лемменс стал профессором Брюссельской консерватории; среди его учеников в дальнейшем были не только бельгийские, но и французские музыканты — в частности, Шарль Мари Видор и Александр Гильман.
Популярности Лемменса во Франции немало способствовали его парижские гастроли 1850 года, в ходе которых он играл в церквях Магдалены, Сент-Эсташ и Сен-Венсан-де-Поль.
В 1878 году основал Школу церковной музыки в Мехелене.
Имя Лемменса носит консерватория в Лёвене.